# Alan Fletcher (graphiste)
Pour les articles homonymes, voir Fletcher.
Alan Gerard Fletcher (27 septembre 1931 - 21 septembre 2006) est un graphiste britannique décrit par The Daily Telegraph comme étant l’un des graphistes les plus influents de sa génération et probablement l'un des plus prolifiques.

## Biographie
Né à Nairobi, au Kenya, Alan Fletcher déménage en Angleterre à cinq ans.
Il a étudié dans quatre écoles d'art différentes : Hammersmith School of Art (en), Central School of Art, Royal College of Art (1953–1956) puis plus tard à la Yale School of Art and Architecture de l'Université Yale en 1956.
Il est fondateur de Fletcher/Forbes/Gill dans les années 1960 avec Bob Gill et Colin Forbes. C'est avec ce dernier qu'il fonde en 1972 Pentagram, associé à Theo Crosby, Kenneth Grange et Mervyn Kurlansky.
À la fin de sa carrière, il est directeur de création aux Éditions Phaidon de 1993 jusqu'à sa mort.
Il meurt d'un cancer à Londres le 21 septembre 2006.